# Loddigesia
Loddigesia is een geslacht van vogels uit de familie kolibries (Trochilidae) en de geslachtengroep  Heliantheini (briljantkolibries). Dit geslacht is genoemd naar de Engelse ornitholoog George Loddiges.

## Soorten
Dit geslacht bevat slechts één soort:
- Loddigesia mirabilis – Vlagkolibrie